# Sylvilagus graysoni
El conejo cola de algodón Tres Marias o el conejo Tres Marias (Sylvilagus graysoni) es una especie de mamífero de la familia Leporidae. Es endémica de las Islas Tres Marías, parte del estado mexicano de Nayarit. El conejo se encuentra abundantemente en las islas Madre y Magdalena, pero solo tiene algunos casos en la isla Cleofa. Su hábitat natural son los bosques secos tropicales o subtropicales. Está amenazado por la pérdida de hábitat.
El conejo solo tiene un mamífero depredador (el mapache de Tres Marías) y solo dos pájaros que se aprovechan de él, el gavilán colirrojo y el caracara.